# Seminari d'Estudis Gallecs
Seminari d'Estudis Gallecs (gallec Seminario de Estudos Galegos, SEG) va ser una institució cultural de Galícia creada pel galleguisme en 1923 per a estudiar i divulgar el patrimoni cultural gallec i per a formar investigadors. La Guerra Civil va truncar l'existència del Seminari. Antón Losada Diéguez va ser qui va tenir la idea de crear un òrgan que tingués com funció posar en valor la cultura gallega, una funció que la universitat gallega de l'època, la Universitat de Santiago de Compostel·la, no complia, amb programes acadèmics totalment aliens a la realitat, a la història i a la cultura gallegues.
Així, es va formar en la casa de Losada a Pontevedra la Xuntanza de Estudos e Investigacións Históricas e Arqueolóxicas, el germen del que seria posteriorment el SEG. En una històrica junta celebrada el 12 d'octubre de 1923, a Ortoño (parròquia del concejo d'Ames), en la qual van participar nou estudiants recollint la tradició de la Junta d'Ampliació d'Estudis promoguda per la Institución Libre de Enseñanza, s'acorda la creació del Seminari d'Estudis Gallecs. AlL poc temps, s'integren en ell bona part de la intel·lectualitat galleguista que es movia al voltant de la revista Nós.
El SEG estava estructurat en dotze seccions i utilitzava com a mètode de treball els equips interdisdiplinares. Encara que no tots els treballs realitzats ho van estar en gallec, sí que és cert que va ser el SEG qui per primera vegada va utilitzar la llengua gallega de manera significativa per a fer treball científic. Les dotze seccions i els presidents de les mateixes van ser les següents: 
- Secció de Filologia, coordinador Armando Cotarelo Valledor.
- Secció d'Art i Lletres, coordinador Alfonso Daniel Rodríguez Castelao.
- Secció d'Etnografia, coordinador Vicente Risco.
- Secció d'Història, coordinador Cabeza de León, president del Seminari de 1925 a 1934
- Secció de Prehistòria, coordinador Florentino López Cuevillas.
- Secció de Geografia, coordinador Ramón Otero Pedrayo.
- Secció d'Història de l'Art, coordinador Xesús Carro.
- Secció d'Història de la Literatura, coordinador Xosé Filgueira Valverde.
- Secció de Pedagogia, coordinador Díaz Fregues.
- Secció de Ciències Aplicades, coordinador Manuel Gómez Román.
- Secció de Ciències Naturals, coordinador Luis Iglesias.
- Secció de Ciències Socials, Jurídiques i Econòmiques; coordinador Lois Tobío.

En 1936 el SEG, després de tretze anys d'activitat, va ser desmantellat pel nou règim sorgit de la revolta militar del 18 de juliol. En 1944 es va crear l'Institut d'Estudis Gallecs Padre Sarmiento (dependent del CSIC) amb el patrimoni del SEG. En 1978 es va crear el Novo Seminario de Estudos Galegos, amb seu a Santiago de Compostel·la.